# نام کوچک: کارمن
نام کوچک: کارمن (فرانسوی: Prénom Carmen‎) فیلمی به کارگردانی ژان-لوک گدار است که در سال ۱۹۸۳ منتشر شد. از بازیگران آن می‌توان به ژاک بونافه، ژان-لوک گدار، و ژاک ویره اشاره کرد.
این فیلم موفق شد جایزهٔ شیر طلایی جشنواره فیلم ونیز را از آنِ خود کند.

## نقش‌ها
- ماروشکا دتمرس: کارمن
- ژاک بونافه: جوزف
- مریام روسل: کلر
- ایپولیت ژیراردو: فرد